# 가브리엘레 페리코
가브리엘레 페리코(Gabriele Perico, 1984년 3월 11일 ~)는 이탈리아의 축구 선수이다.